# Marcel Flückiger
Marcel Flückiger (* 20. Juni 1929; † 27. November 2010 in Bern) war ein Schweizer Fussballspieler.

## Laufbahn
In der Trainerära von Albert Sing und an der Seite der Mitspieler Anton Allemann, Eugen Meier, Heinz Schneiter und Ernst Wechselberger wurde der Defensivspieler Flückiger viermal Schweizer Meister (1957, 1958, 1959 und 1960) und zweimal Cupsieger (1953 und 1958) mit dem BSC Young Boys. Beim ersten Cup-Erfolg 1953 – 3:1 im Wiederholungsspiel gegen den Grasshopper Club Zürich – war Sing noch als Spielertrainer aktiv. Bei den zwei Finalspielen 1958 wiederum gegen GC kam Flückiger bei den «Gelbschwarzen» verletzungsbedingt nicht zum Einsatz. Im Europapokal der Landesmeister 1958/59 erreichte er mit den Young Boys den Halbfinal gegen Stade Reims. Beim 1:0-Hinspielerfolg am 15. April 1959 im mit 60'000 Zuschauern gefüllten Wankdorfstadion gegen die Mannschaft von Trainer Albert Batteux war Flückiger als «hängender Linksaussen» aktiv und verstärkte die Defensive von YB.
Er spielte zwischen 1953 und 1959 viermal für die Schweizer Nationalmannschaft. Der Mann aus Bern debütierte am 20. September 1953 in Prag beim Länderspiel gegen die Tschechoslowakei als linker Verteidiger in der «Nati». Er gehörte als Verteidiger dem Kader der Weltmeisterschaft 1954 an und kam am 17. Juni in Lausanne beim 2:1-Erfolg gegen Italien in der Mannschaft von Trainer Karl Rappan zum Einsatz. Fünf Jahre später, am 26. April 1959, wurde er nochmals in Basel im Spiel gegen Jugoslawien in der «Nati» zum Einsatz gebracht.
Flückiger war langjähriges Vorstandsmitglied der Young Boys und erster YB-Sportchef. Er war Ehrenmitglied des BSC Young Boys.